# Funzione eta di Dirichlet
Per ogni {\displaystyle s} con {\displaystyle \Re (s)>0} la funzione eta di Dirichlet si definisce come:
{\displaystyle \eta (s)=\sum _{n=1}^{\infty }{(-1)^{n-1} \over n^{s}}=1-{\frac {1}{2^{s}}}+{\frac {1}{3^{s}}}-\cdots }
Sono disponibili alcune estensioni che portano la serie a convergere per ogni {\displaystyle s\in \mathbb {C} }

## Correlazione con la funzione zeta di Riemann
È possibile dare una semplice giustificazione di questo fatto che non costituisce però una dimostrazione rigorosa.
Poiché la funzione zeta è definita come:
{\displaystyle \zeta (s)=1+{\frac {1}{2^{s}}}+{\frac {1}{3^{s}}}+{\frac {1}{4^{s}}}+\cdots }
Possiamo dire che:
{\displaystyle {\frac {1}{2^{s}}}\zeta (s)={\frac {1}{2^{s}}}+{\frac {1}{4^{s}}}+{\frac {1}{6^{s}}}+\cdots }
Ora se aggiungiamo questa somma alla funzione eta avremo che:
{\displaystyle \eta (s)+{\frac {1}{2^{s}}}\zeta (s)=}
{\displaystyle =1-{\frac {1}{2^{s}}}+{\frac {1}{3^{s}}}-{\frac {1}{4^{s}}}+\cdots +{\frac {1}{2^{s}}}+{\frac {1}{4^{s}}}+{\frac {1}{6^{s}}}+\cdots =}
{\displaystyle =1+{\frac {1}{3^{s}}}+{\frac {1}{5^{s}}}+\cdots }
Se ci aggiungiamo un'altra volta :{\displaystyle {\frac {1}{2^{s}}}\zeta (s)} avremo che:
{\displaystyle \eta (s)+{\frac {1}{2^{s}}}\zeta (s)+{\frac {1}{2^{s}}}\zeta (s)=}
{\displaystyle =1+{\frac {1}{3^{s}}}+{\frac {1}{5^{s}}}+\cdots +{\frac {1}{2^{s}}}+{\frac {1}{4^{s}}}+{\frac {1}{6^{s}}}+\cdots }
Ossia:
{\displaystyle \eta (s)+{\frac {1}{2^{s-1}}}\zeta (s)=1+{\frac {1}{2^{s}}}+{\frac {1}{3^{s}}}+{\frac {1}{4^{s}}}+\cdots =\zeta (s)}
E dunque:
{\displaystyle \eta (s)=\zeta (s)-{\frac {1}{2^{s-1}}}\zeta (s)=\left(1-2^{1-s}\right)\zeta (s)}
QED
Si può stabilire una correlazione tra la funzione eta e la funzione zeta di Riemann ζ:
{\displaystyle \eta (s)=\left(1-2^{1-s}\right)\zeta (s)}
Poiché la funzione eta converge per ogni {\displaystyle \Re (s)>0} mentre la funzione zeta solo per {\displaystyle \Re (s)>1} la funzione eta può rappresentare un prolungamento analitico dell'altra.

## Relazione di riflessione
Analogamente alla funzione zeta di Riemann si può dimostrare questa formula di riflessione
{\displaystyle \eta (-s)=-(2^{{s \over 2}\ -1}csch({s\ ln(2) \over 2})+1)\pi ^{-s-1}\sin \left({\pi s \over 2}\right)\Gamma (s+1)\eta (s+1).}
Che ci fornisce un prolungamento analitico per il semipiano complesso negativo.

## Valori particolari
Grazie alla suddetta formula che collega la funzione eta a la funzione zeta si possono ricavare delle forme esatte (o chiuse) per ogni valore in cui la funzione zeta di Riemann è definita esattamente, ovvero per i valori pari di s, mentre per i valori dispari non si dispone ancora di una forma esatta. Nel caso s=0 (nel quale la formula è indeterminata) invece si dispone di un valore adatto poiché è un caso particolare della serie di Mercator.
Ecco dunque i valori per cui si dispone di una forma esatta:
{\displaystyle \!\ \eta (1)=\ln 2}, ossia la serie armonica a segni alterni
{\displaystyle \eta (2)={\pi ^{2} \over 12}}
{\displaystyle \eta (4)={{7\pi ^{4}} \over 720}}
{\displaystyle \eta (6)={{31\pi ^{6}} \over 30240}}
{\displaystyle \eta (8)={{127\pi ^{8}} \over 1209600}}
{\displaystyle \eta (10)={{73\pi ^{10}} \over 6842880}}
{\displaystyle \eta (12)={{61499\pi ^{12}} \over {56855407305}}}
Più in generale per ogni valore pari di s:
{\displaystyle \eta (2s)={{B_{2s}\pi ^{2s}(4^{s}-1)} \over {(2s!)}}}
Dove {\displaystyle B_{s}} sono i numeri di Bernoulli
Per i valori di s minori di 1 la serie diverge ma è possibile trovare dei prolungamenti analitici:
{\displaystyle \eta (0)=1-1+1-1+1-\cdots ={\frac {1}{2}}}
{\displaystyle \eta (-1)=1-2+3-4+5-\cdots ={\frac {1}{4}}}
Generalizzando per ogni s minore di uno
{\displaystyle \eta (1-k)={\frac {2^{k}-1}{k}}B_{k}.}